# Androstoma verticillata
Androstoma verticillata är en ljungväxtart som först beskrevs av Joseph Dalton Hooker, och fick sitt nu gällande namn av Christopher John Quinn. Androstoma verticillata ingår i släktet Androstoma och familjen ljungväxter. Inga underarter finns listade i Catalogue of Life.